# Viktorin Pohl (mladší)
Viktorin Pohl, někdy uváděný též jako Viktor, byl německý františkán působící v českých zemích v české františkánské provincii a posléze v slezské řádové provincii. Narodil se 31. prosince 1706 v místě zvaném „Hollenau“ u Kladska, pokřtěn byl jako Kaspar. Řádové sliby složil u františkánů v slezské Lehnici 13. září 1726, řeholní jméno obdržel Viktorin. Na počátku roku 1731 byl vysvěcen na kněze, svou primiční mši sloužil 24. února u P. Marie Sněžné v Praze. Následně působil na klášterní škole františkánů jako lektor filozofie a snad později též teologie. V blíže neznámém konventu byl údajně kvardiánem. Když v důsledku První Slezské války připadlo Slezsko Pruskému království (1742) a v roce 1755 vzniká oddělením od české nová slezská františkánská provincie sv. Hedviky, patřil Viktorin Pohl do ní. V roce 1764 byl jmenován sekretářem slezské františkánské provincie na tříleté období a na další řádné kapitule 1767 byl zvolen slezským františkánským provinciálem. Do této funkce provinčního ministra byl pak uveden vícekrát.
Jako slezský provinciál se Viktorin Pohl zúčastnil v roce 1768 generální řádové kapituly františkánů ve Valencii na Pyrenejském poloostrově. Z této cesty se v rukopise zachoval Pohlův cestopis Itinerarium Hyspanicum Anno 1768 ad capitulum Generale av A. R: Patre Fratre Victorino Pogl pro tempore illo Mininstro Provinciali Silesiae. Františkán Viktorin Pohl zemřel 16. srpna 1781 v Kladsku.